# ديفيد ميلر (أستاذ جامعي بريطاني)
ديفيد ميلر (بالإنجليزية: David Miller)‏ هو فيلسوف بريطاني، ولد في 19 أغسطس 1942 في واتفورد في المملكة المتحدة.